# Rhamphomyia armimana
Rhamphomyia armimana är en tvåvingeart som beskrevs av Oldenberg 1910. Rhamphomyia armimana ingår i släktet Rhamphomyia och familjen dansflugor. Inga underarter finns listade i Catalogue of Life.